# William C. Adamson

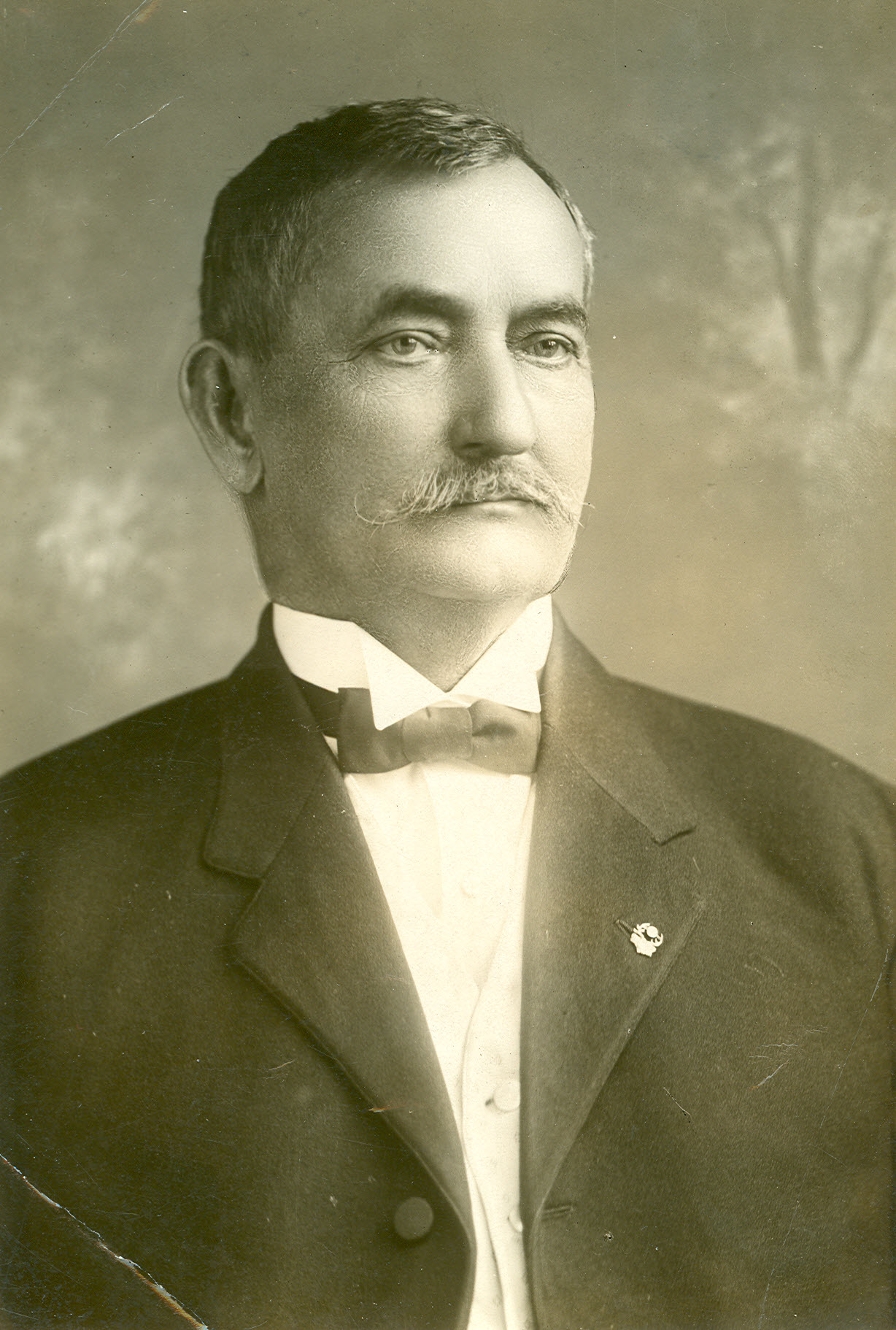
William C. Adamson

William Charles Adamson (* 13. August 1854 in Bowdon, Carroll County, Georgia; † 3. Januar 1929 in New York City) war ein US-amerikanischer Politiker. Zwischen 1897 und 1917 vertrat er den Bundesstaat Georgia im US-Repräsentantenhaus.

## Werdegang
William Adamson besuchte die öffentlichen Schulen seiner Heimat einschließlich des Bowdon College, das er im Jahr 1874 absolvierte. Nach einem anschließenden Jurastudium und seiner im Jahr 1876 erfolgten Zulassung als Rechtsanwalt begann er in Carrollton in seinem neuen Beruf zu arbeiten. Zwischen 1885 und 1889 war er in dieser Stadt Richter. Außerdem war er mehrere Jahre lang juristischer Vertreter seiner Heimatstadt.
Politisch war Adamson Mitglied der Demokratischen Partei. Im Jahr 1892 war er Delegierter zur Democratic National Convention, auf der Ex-Präsident Grover Cleveland noch einmal als Präsidentschaftskandidat nominiert wurde. Bei den Kongresswahlen des Jahres 1896 wurde Adamson im vierten Wahlbezirk von Georgia in das US-Repräsentantenhaus in Washington, D.C. gewählt, wo er am 4. März 1897 die Nachfolge von Charles L. Moses antrat. Nach zehn Wiederwahlen konnte er bis zu seinem Rücktritt im Dezember 1917 im Kongress verbleiben. In diese Zeit fielen der Spanisch-Amerikanische Krieg von 1898 und der amerikanische Eintritt in den Ersten Weltkrieg. Im Jahr 1913 wurden im Kongress der  16. und der 17. Verfassungszusatz verabschiedet. Seit 1911 war Adamson Vorsitzender des Ausschusses für Binnen- und Außenhandel.
Adamson legte am 18. Dezember 1917 sein Abgeordnetenmandat nieder, nachdem er in eine Gutachterkommission (Board of the United States General Appraisers) berufen wurde. Aus dieser Kommission entstand später der heutige United States Court of International Trade. Nach einer Nachwahl fiel Adamsons Mandat an seinen Parteikollegen William C. Wright. Adamson selbst blieb bis zum 20. Januar 1928 Mitglied dieser Kommission. Danach arbeitete er wieder als Rechtsanwalt. Er starb am 3. Januar 1929 während eines Besuchs in New York. Anschließend wurde er in Carrollton beigesetzt. 